# لینکلن سیتی (اورگن)
لینکلن سیتی (به انگلیسی: LincolnCity) شهری در شهرستان لینکلن ایالت اورگن است و در سرشماری سال ۲۰۱۱ میلادی، ۷٬۹۳۰ نفر جمعیت داشته که نسبت به سال ۲۰۱۰، ۰٫۳۸ درصد رشد جمعیت داشته‌است.

## موقعیت جغرافیایی
موقعیت جغرافیایی شهرها و مناطق اطراف به شرح زیر است: